# إسبيلوي
بلدية إسبيلوي (بالإسبانية: Espelúy) هي بلدية تقع في مقاطعة خاين التابعة لمنطقة أندلوسيا جنوب إسبانيا.

## الديموغرافيا
بلغ عدد سكان بلدية إسبيلوي 746 نسمة عام 2011 (وفقاً للمعهد الوطني للإحصاء الإسباني).
| 814 | 791 | 791 | 769 | 762 | 758 | 746 |